# The Sims 2: Pets
The Sims 2: Pets és la quarta expansió del joc The Sims 2, que ens permet crear la mascota perfecta per als nostres Sims: podrem escollir entre gats, gossos, ocells, peixos tropicals i hàmsters. Però no només hi ha animals: també hi porta objectes nous com cases per a gossos, gàbies per a lloros, quadres i d'altres.

## Crear una mascota
Hi ha entre 35 races de gossos i 15 de gats, que inclouen en el primer cas des del dàlmata fins al rottweiler, i en el segon cas des del gat siamès fins a l'abisini. També hi ha una nova eina que és la de "Create-a-pet" (que es limita als gats i gossos), on podrem triar l'aspecte de les nostres mascotes i crear-ne noves races. Però aquesta eina no es limita a l'aspecte físic, també escollirem la personalitat: la nostra mascota podrà ser dolça o agressiva, intel·ligent o babau, bruta o delicada, entre d'altres.

## Característiques principals
- Els Sims poden compartir llur curs de la vida amb animals domèstics. Els Sims poden adoptar gossos, gats, ocells...
- Amb el creador d'animals es pot triar entre dozenes de races de gossos i gats, modificar-ne les característiques per a requisits particulars d'un animal domèstic únic i després triar la seva personalitat.
- Els animals tenen genètica, comparable al sistema utilitzat per als Sims humans.
- Els Sims poden animar i disciplinar els animals domèstics, entrenant-los per a atacar, donar la pota i altres opcions. Els animals domèstics indomables poden cavar un forat al jardí, trencar el sofà, fer caure les escombraries o sorprendre els Sims d'altres maneres, però els Sims poden canviar les maneres de llurs animals domèstics amb l'entrenament apropiat.
- Els animals domèstics tenen carreres, anàlogues en el seu funcionament a les dels Sims humans. Les mascotes expertes poden guanyar-se la vida a partir de tres noves carreres: l'espectacle, la seguretat i el servei. Treballen a llur manera per a ascendir a través de quatre nivells de treball.
- Les mascotes dels Sims són membres de la família.

## Mode de joc
Si bé el jugador no pot controlar directament les mascotes, hem de tenir cura que llurs necessitats estiguin satisfetes. Els Sims poden animar o disciplinar les seves mascotes, entrenant-les en habilitats com donar la pota, donar voltes en el terra, entre moltes altres (és clar que les mascotes més intel·ligents aprendran més ràpidament). A més, si són molt entremaliades es poden canviar els seus comportaments (com cavar un forat al jardí) amb l'entrenament adequat. Un altre avantatge d'adiestrar-los és que d'aquesta manera podran treballar per guanyar-se la vida en el món de l'espectacle, cossos de seguretat o serveis, podent avançar fins a quatre nivells de treball. La mascota podrà ésser el millor amic del Sim. Quan acabis de comprar una mascota compra-li el necessari. Si és un gos, un bol per a menjar i un os, si és un gat, una residència gatuna, un bol per a menjar i si vols, una caixa de sorra perquè hi faci les seves necessitats. El primer dia s'ha de tenir molta cura d'ell i ensenyar-li les ordres bàsiques com venir o quedar-se on es troba. Els gossets i gatets són més fàcils de cuidar que els adults.